# كوتشو هيرنانديز
كوتشو هيرنانديز (بالإسبانية: Cucho Hernández) (مواليد 22 أبريل 1999) هو لاعب كرة قدم كولومبي يلعب في مركز المهاجم أو الجناح في نادي خيتافي على سبيل الإعارة.

## روابط خارجية
- كوتشو هيرنانديز على موقع الدوري الأمريكي (الإنجليزية)
- كوتشو هيرنانديز على موقع إي إس بي إن إف سي (الإنجليزية)
- كوتشو هيرنانديز على موقع قاعدة بيانات كرة القدم.إي يو (الإنجليزية)
- كوتشو هيرنانديز على موقع ليكيب (الفرنسية)
- كوتشو هيرنانديز على موقع ناشيونال فوتبول تيمز (الإنجليزية)
- كوتشو هيرنانديز على موقع Soccerbase.com (لاعب) (الإنجليزية)
- كوتشو هيرنانديز على موقع Soccerway.com (الإنجليزية)
- كوتشو هيرنانديز على موقع عالم كرة القدم.نت (الإنجليزية)